# Nordvästra regionen
Nordvästra regionen (engelska: North-West Province, franska: Province du Nord-Ouest, Région du Nord-Ouest, engelska: North-West Region, North-West, franska: Nord-Ouest) är en region i Kamerun. Den ligger i den västra delen av landet, 300 km norr om huvudstaden Yaoundé. Antalet invånare är 1 728 953. Arean är 17 300 kvadratkilometer. Nordvästra regionen gränsar till Adamaouaregionen, Västra regionen och Sydvästra regionen. 
Terrängen i Nordvästra regionen är huvudsakligen mycket bergig.
Nordvästra regionen delas in i:
- Nwa Subdivision
- Momo Division
- Mezam Division
- Metchum Division
- Donga and Mantung Division
- Bui Division
- Boyo
- Ngo-Ketunjia

Följande samhällen finns i Nordvästra regionen:
- Bamenda
- Bali
- Wum
- Kumbo
- Fundong
- Nkambe
- Ndop
- Babanki
- Mbengwi
- Batibo
- Belo
- Njinikom
- Mme-Bafumen
- Jakiri